# 2946 Muchachos
2946 Muchachos è un asteroide della fascia principale. Scoperto nel 1941, presenta un'orbita caratterizzata da un semiasse maggiore pari a 2,4537324 UA e da un'eccentricità di 0,1759649, inclinata di 0,58288° rispetto all'eclittica.